# Elezioni parlamentari a Cipro del 2011
Le elezioni parlamentari a Cipro del 2011 si tennero il 28 maggio per il rinnovo della Camera dei rappresentanti e videro la vittoria del Raggruppamento Democratico.

## Risultati
| Liste                                    | Voti    | %     | Seggi |
| ---------------------------------------- | ------- | ----- | ----- |
| Raggruppamento Democratico               | 138 682 | 34,28 | 20    |
| Partito Progressista dei Lavoratori      | 132 171 | 32,67 | 19    |
| Partito Democratico                      | 63 763  | 15,76 | 9     |
| Movimento dei Socialdemocratici - EDEK   | 36 113  | 8,93  | 5     |
| Partito Europeo                          | 15 711  | 3,88  | 2     |
| Movimento degli Ecologisti Ambientalisti | 8 960   | 2,21  | 1     |
| Fronte Popolare Nazionale                | 4 354   | 1,08  | –     |
| Movimento Socialista Popolare            | 2 667   | 0,66  | –     |
| Movimento Indipendente dei Cittadini     | 859     | 0,21  | –     |
| Cooperazione Progressista Cipriota       | 709     | 0,18  | –     |
| Candidati individuali                    | 588     | 0,15  | –     |
| Totale                                   | 404 577 | 100   | 56    |